# Pseuduvaria nova-guineensis
Pseuduvaria nova-guineensis är en kirimojaväxtart som beskrevs av James Sinclair. Pseuduvaria nova-guineensis ingår i släktet Pseuduvaria och familjen kirimojaväxter. Inga underarter finns listade i Catalogue of Life.